# 201-я стрелковая дивизия (СССР, 1941)
201-я стрелковая дивизия (формирование марта 1941 года) — общевойсковое тактическое соединение РККА созданное до начала Великой Отечественной войны.

## Формирование
12 февраля 1941 года Советом народных комиссаров СССР по представлению Генерального штаба РККА был утвержден новый мобилизационный план — МП-41. Во исполнение мобилизационного плана немедленно началось формирование и переформирование недостающих соединений стрелковых войск, в том числе на базе резервных стрелковых полков и моторизованных бригад формируются 34 стрелковые дивизии шеститысячного состава.
В марте 1941 года в Сибирском военном округе была сформирована стрелковая дивизия, получившая номер 201.
23 апреля 1941 вышло Решение ЦК ВКП (б) и СНК СССР № 1112-459сс, утверждающее приказ «О новых формирования в Красной Армии», согласно которому к 1 июня 1941 года должны быть сформированы пять воздушно-десантных корпусов по три воздушно-десантные бригады в каждом. С принятием этого решения 11 дивизий из разных округов были расформированы или переформированы, в Сибирском округе это были 201-я и 225-я дивизии.
В мае 1941 года расформированные части 201-й стрелковой дивизии были направлена на формирование 7-й воздушно-десантной бригады 4-го воздушно-десантного корпуса и 8-й артиллерийской бригады противотанковой обороны.

## Состав
В боевом составе дивизии:
- 643-й стрелковый полк;
- 652-й стрелковый полк;
- 670-й стрелковый полк;
- 654-й артиллерийский полк;
- 731-й артиллерийский полк.

## Командование
Командир — генерал-майор Сахнов, Семён Павлович.
Начальник штаба дивизии — полковник В. П. Шлегель.
Начальник 1-го отделения (оперативного отдела) штаба — Э. Ж. Седулин.

## Подчинение
| Дата            | Фронт (округ) | Армия | Корпус (группа) | Примечания |
| --------------- | ------------- | ----- | --------------- | ---------- |
| март 1941 год   | СибВО         |       |                 | Омск       |
| апрель 1941 год | ЗапОВО        |       |                 |            |